# Teiva Jacquelain
Pas d'image ? Cliquez ici

a Compétitions nationales et continentales officielles uniquement.

b Matchs officiels uniquement.
Dernière mise à jour le 10 mai 2025.
Teiva Jacquelain, né le 22 avril 1994 à Tahiti, est un joueur de rugby à XV et rugby à sept, international français, qui évolue au poste de ailier au sein de l'effectif de l'Aviron bayonnais.

## Biographie
International à sept avec la France a la particularité d'avoir aussi été international pour Tahiti, sous les couleurs de laquelle il a participé à l'épreuve de rugby à sept (en) aux Jeux du Pacifique de 2015, à une époque où la fédération tahitienne était reconnue par World Rugby comme une fédération à part entière et indépendante de celle française. Mais le retrait de Tahiti permit toutefois au joueur d'être officiellement qualifié pour jouer avec la France.
Avec l'équipe de France, il participe notamment à la victoire en Plate au Tournoi de Paris en 2019.
Début décembre 2022, l'Aviron bayonnais annonce qu'il ne le conserve pas à la fin de son contrat en 2023, de plus, il se blesse gravement durant ce mois contre les Scarlets en Challenge Cup mettant fin à sa saison.

## Palmarès

### Avec le FC Grenoble
- Championnat de France de Pro D2 :
  - Vice-champion (1) : 2018
- Barrage d'accession au Top 14 :
  - Vainqueur (1) : 2018
  - Finaliste (1) : 2019

### Avec l'Aviron bayonnais
- Championnat de France de Pro D2 :
  - Champion (1) : 2022